# الحزب الماليزي الهندي المتحد
الحزب الماليزي الهندي المتحد (بالملايوية: Parti Bersatu India Malaysia)‏، (بالتاميلية: மலேசிய இந்திய ஐக்கிய கட்சி)‏ هو حزب سياسي يمثل الجالية الهندية في ماليزيا. تم تأسيسه وتسجيله في 14 سبتمبر 2007 وتم إطلاقه في 25 نوفمبر 2007 بواسطة نالاكاروبان سليمالاي أو KS نالاكاروبان، المعروف باسم «شريك التنس» لأنور إبراهيم بعد استقالته من حزب عدالة الشعب بسبب خلافاته مع أنور فيما يتعلق بالترشيح لانتخابات Ijok الفرعية عام 2007.
دعم الحزب وحافظ على العلاقات الودية مع ائتلاف باريسان ناسيونال الحاكم آنذاك مع أنه ليس عضوًا رسميًا في الائتلاف ولكنه سعى إلى الانضمام إليه.

## الممثلين المنتخبين

### جمعية الولاية (مجلس الشيوخ)

#### أعضاء مجلس الشيوخ
1. نالاكاروبان سليمالاي   - تم تعيينه مسبقًا من قِبل يانغ دي-برتوان أغونغ من 2 نوفمبر 2011 إلى 1 نوفمبر 2014 لفترة الولاية الأولى ومن 3 نوفمبر 2014 إلى 2 نوفمبر 2017 لفترة ثانية.

## روابط خارجية
- الموقع الرسمي